# Konståkning vid olympiska vinterspelen 2014

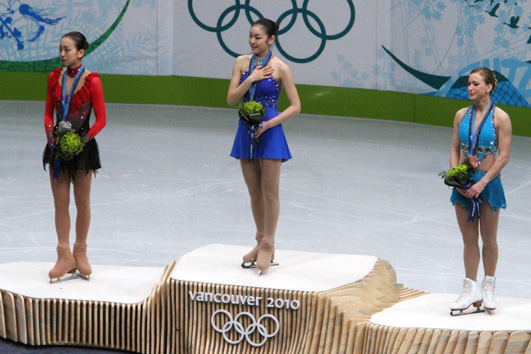
Prisutdelning för damer 2010.

Konståkning vid olympiska vinterspelen 2014 hölls på anläggningen Iceberg skridskopalats i Sotji, Ryssland, mellan den 6 och 22 februari 2014.

## Tävlingsprogram
| Datum       | Tid   | Gren                     |
| ----------- | ----- | ------------------------ |
| 6 februari  | 19:30 | Par lag, kort            |
| 6 februari  | 19:30 | Lag herrar, kort         |
| 8 februari  | 18:30 | Lag isdans, kort         |
| 8 februari  | 18:30 | Lag damer, kort          |
| 8 februari  | 18:30 | Lag par, friåkning       |
| 9 februari  | 19:00 | Lag herrar, friåkning    |
| 9 februari  | 19:00 | Lag damer, friåkning     |
| 9 februari  | 19:00 | Lag, isdans              |
| 11 februari | 19:00 | Paråkning, kort          |
| 12 februari | 19:45 | Paråkning, friåkning     |
| 13 februari | 19:00 | Herrar singel, kort      |
| 14 februari | 19:00 | Herrar singel, friåkning |
| 16 februari | 19:00 | Isdans, kort             |
| 17 februari | 19:00 | Isdans, friåkning        |
| 19 februari | 19:00 | Damer singel, kort       |
| 20 februari | 19:00 | Damer singel, friåkning  |
| 22 februari | 20:30 | Uppvisning               |

## Medaljsammanfattning
| Gren                               | Guld                                       | Guld                                       | Silver                                  | Silver                                  | Brons                                    | Brons                                    |
| ---------------------------------- | ------------------------------------------ | ------------------------------------------ | --------------------------------------- | --------------------------------------- | ---------------------------------------- | ---------------------------------------- |
| Damernas singelåkning Detaljer...  | Adelina Sotnikova Ryssland                 | Adelina Sotnikova Ryssland                 | Yuna Kim Japan                          | Yuna Kim Japan                          | Carolina Kostner Italien                 | Carolina Kostner Italien                 |
| Herrarnas singelåkning Detaljer... | Yuzuru Hanyu Japan                         | Yuzuru Hanyu Japan                         | Patrick Chan Kanada                     | Patrick Chan Kanada                     | Denis Ten Kazakstan                      | Denis Ten Kazakstan                      |
| Isdans, friåkning Detaljer...      | USA Meryl Davis Charlie White              | USA Meryl Davis Charlie White              | Kanada Scott Moir Tessa Virtue          | Kanada Scott Moir Tessa Virtue          | Ryssland Elena Ilinych Nikita Katsalapov | Ryssland Elena Ilinych Nikita Katsalapov |
| Lagtävling, isdans Detaljer...     | Ryssland                                   | Ryssland                                   | Kanada                                  | Kanada                                  | USA                                      | USA                                      |
| Paråkning, friåkning Detaljer...   | Ryssland Maksim Trankov Titjana Volosozjar | Ryssland Maksim Trankov Titjana Volosozjar | Ryssland Fjodor Klimov Ksenija Stolbova | Ryssland Fjodor Klimov Ksenija Stolbova | Tyskland Aliona Savtjenko Robin Szolkowy | Tyskland Aliona Savtjenko Robin Szolkowy |

### Medaljtabell
Värdnation
| Pl. | Nation    | Guld | Silver | Brons | Totalt |
| --- | --------- | ---- | ------ | ----- | ------ |
| 1   | Ryssland  | 3    | 1      | 1     | 5      |
| 2   | USA       | 1    | 0      | 1     | 2      |
| 3   | Japan     | 1    | 0      | 0     | 1      |
| 4   | Kanada    | 0    | 3      | 0     | 3      |
| 5   | Sydkorea  | 0    | 1      | 0     | 1      |
| 6   | Tyskland  | 0    | 0      | 1     | 1      |
| 6   | Italien   | 0    | 0      | 1     | 1      |
| 6   | Kazakstan | 0    | 0      | 1     | 1      |
|     | Totalt    | 5    | 5      | 5     | 15     |